# Мухино (Амурская область)
Му́хино — село в Шимановском районе Амурской области, Россия.
Административный центр Мухинского сельсовета.

## География
Село Мухино расположено в 43 км к северо-западу от города Шимановск, на Транссибе. Автомобильная дорога идёт через станции Петруши и Берея.
В 18 км восточнее проходит федеральная автодорога Чита — Хабаровск.
От села Мухино в западном направлении (на северо-запад) идёт автодорога к станциям Переселенец и Ту, на запад — к селу Нововоскресеновка, на север — к селу Ключевое. В восточном направлении от села отходит подъездная трасса к федеральной дороге «Амур» (протяжённость — 21 км; тип покрытия — усовершенствованная грунтово-щебёночная дорога).

## История и топонимика
Основано в 1913 г. как станция Ульмин Средне-Амурской ж.д. по названию речки Ульмин, с эвенк.: уллэмэ — мясной [5]. Переименовано в 1922 г. в честь первого председателя Амурского облисполкома Федора Никандровича Мухина (1878—1919), погибшего в Благовещенске от рук белогвардейцев. В 1915—1917 гг. он работал на ст. Ульмин машинистом водокачки железной дороги.

## Население
| 2002 | 2010 | 2012 | 2013 | 2014 | 2015 | 2016 |
| ---- | ---- | ---- | ---- | ---- | ---- | ---- |
| 1106 | ↘958 | ↘955 | ↗959 | ↘943 | ↘918 | ↘894 |
| 2017 | 2018 |      |      |      |      |      |
| ↘866 | ↘850 |      |      |      |      |      |

## Инфраструктура
- Станция Мухинская Забайкальской железной дороги.
- Мухинская тяговая подстанция 220/27,5 кВ.
- Мухинский лесхоз.
- Мухинский совхоз (Сельскохозяйственный производственный кооператив «Мухинский»).
- Пожарная часть.
- Станция обезжелезивания воды.
- Шесть продовольственных магазинов, одна аптека, один магазин промышленных товаров.
- Пекарня.
- Средняя школа (11 классов).
- Детский сад.
- Дом культуры.
- Больница.
- Две котельных станции.
- Ветеринарная станция.
- Отделение почтовой связи.
- Автомобильная станция (гараж) Мухинского психоневрологического интерната (сам интернат находится в селе Ключевое Мухинского сельсовета, в трёх километрах от с. Мухино).